# Jamal Lowe
Pour les articles homonymes, voir Lowe.
Jamal Akua Lowe, né le 21 juillet 1994 à Harrow, Londres, est un footballeur jamaïcain. Attaquant, il joue à Sheffield Wednesday.

## Biographie

### Carrière en club
Le 25 août 2012, il fait ses débuts dans la ligue avec Barnet, contre York City, en remplaçant Curtis Weston.
Il passe ensuite quelques saisons en non-league.
Le 28 octobre 2016, il rejoint Portsmouth.
Le 1er août 2019, il rejoint Wigan Athletic.
Le 27 août 2020, il rejoint Swansea City pour £800 000, avec lesquels il signe un contrat de trois ans,. 
Le 31 août 2021, il rejoint AFC Bournemouth, pour £1,5 million,.
Le 11 janvier 2023, il est prêté à Queens Park Rangers .
Le 30 juin 2024, il rejoint Sheffield Wednesday.

### Carrière internationale
Il fait ses débuts pour la Jamaïque en 2021.

## Palmarès
| Portsmouth - Championnat d'Angleterre D4 (1) : - Champion : 2016-17. - EFL Trophy (1) : - Vainqueur : 2019. |  | Hampton & Richmond Borough - Isthmian League (1) : - Champion : 2015-16. AFC Bournemouth - Championnat d'Angleterre D2 - Vice-champion en 2022. |